# Stephen King
Stephen Edwin King (ur. 21 września 1947 w Portland) – amerykański pisarz specjalizujący się w literaturze grozy. W przeszłości wydawał książki pod pseudonimem Richard Bachman, oraz jako John Swithen. Jego książki rozeszły się w nakładzie przekraczającym 350 milionów egzemplarzy, co czyni go jednym z najbardziej poczytnych pisarzy na świecie.
Jest autorem horrorów, które przeszły do klasyki gatunku, jak np. Lśnienie, Smętarz dla zwierzaków (w innym wydaniu jako Cmętarz zwieżąt), Miasteczko Salem, Podpalaczka. Nie ogranicza się jednak do jednego gatunku, czego przykładem są: Cztery pory roku, Zielona mila, Oczy smoka, Bastion oraz 8-tomowy cykl powieści fantastycznych Mroczna Wieża.
Jest wielokrotnym zdobywcą Nagród Brama Stokera i British Fantasy Award.
W 2003 został odznaczony prestiżowym Medalem za Wybitny Wkład w Literaturę Amerykańską (Medal for Distinguished Contribution to American Letters, DCAL) przez National Book Foundation, a w 2014 – Narodowym Medalem Sztuki.
Stephen King ma córkę i dwóch synów, również pisarzy: Owena Kinga (ur. 21 lutego 1977) oraz Joe Hilla (ur. 4 czerwca 1972).
Zanim odniósł sukces jako pisarz, pracował jako nauczyciel języka angielskiego w szkole.

## Życiorys

### Wczesne lata
Kiedy King miał 3 lata, jego ojciec, Donald Edwin King, opuścił rodzinę. Jego matka, Nellie Ruth Pillsbury, wychowała samotnie syna i jego adoptowanego starszego brata – Davida. Często mieli problemy finansowe. Przeprowadzili się do domu rodzinnego Ruth, do Durham w stanie Maine, ale mieszkali czasowo w Fort Wayne, w stanie Indiana oraz w Stratford, stan Connecticut.
Jako dziecko, King był świadkiem nieszczęśliwego wypadku – jeden z jego przyjaciół został potrącony przez pociąg i zmarł.
King uczęszczał do Durham Elementary School i Lisbon Falls High School (matura 1966), w stanie Maine. Stracił wiarę w zorganizowaną religię w liceum. Chociaż nie jest konwencjonalnie religijny, twierdzi, że wierzy w Boga. 
Zaczął pisać bardzo wcześnie. Namówiła go do tego matka. Dostał od niej na Boże Narodzenie pierwszą maszynę do pisania marki Royal. W 1960 r. napisał pierwsze opowiadanie, które wysłał do wydawcy. Niestety, bez odpowiedzi. Pierwszym, które udało mu się opublikować, było Byłem nastoletnim rabusiem grobów, które Mike Garret (wydawca) opublikował pod tytułem W półświecie grozy.
Stworzył wraz z bratem niskonakładową gazetkę o tytule Dave’s Rag, którą rozprowadzali po rodzinnym miasteczku. W szkole napisał opowiadanie oparte na filmie Studnia i wahadło, wydał je we własnym wydawnictwie, które zatytułował V.I.B., i sprzedawał przyjaciołom. Kiedy nauczyciele odkryli ten proceder, zmusili go do oddania zysków ze sprzedaży. Jako dziecko uwielbiał oglądać filmy, czytać komiksy oraz serię książek Opowieści z krypty.
W latach 1966–1971 King studiował anglistykę na University of Maine, w Orono. Od drugiego roku pisał felietony do studenckiej gazety Maine Campus, zatytułowanej King’s Garbage Truck. Studia ukończył w 1970 roku, tym samym nabył prawo do nauczania języka angielskiego na poziomie licealnym. Rok po studiach, w 1971 roku, poślubił Tabithę Spruce. Mają trójkę dzieci – Naomi Rachel, Owena Phillipa i Joe Hilla. Aby opłacić studia, King pracował w wielu zawodach, również w pralni przemysłowej. Następnie uczył angielskiego w Hampden Academy, w Hampden, stan Maine. Rodzina Kingów miała spore problemy finansowe, dlatego Stephen pisał opowiadania (większość była publikowana w męskich magazynach), aby związać koniec z końcem. Jak pisze we wstępie do Carrie, jeśli jedno z ich dzieci przeziębiło się, Tabitha żartowała „Dalej, Steve, wymyśl jakiegoś potwora”. Stephen King miał przez ponad dziesięć lat problemy z alkoholem.

### W drodze do sławy

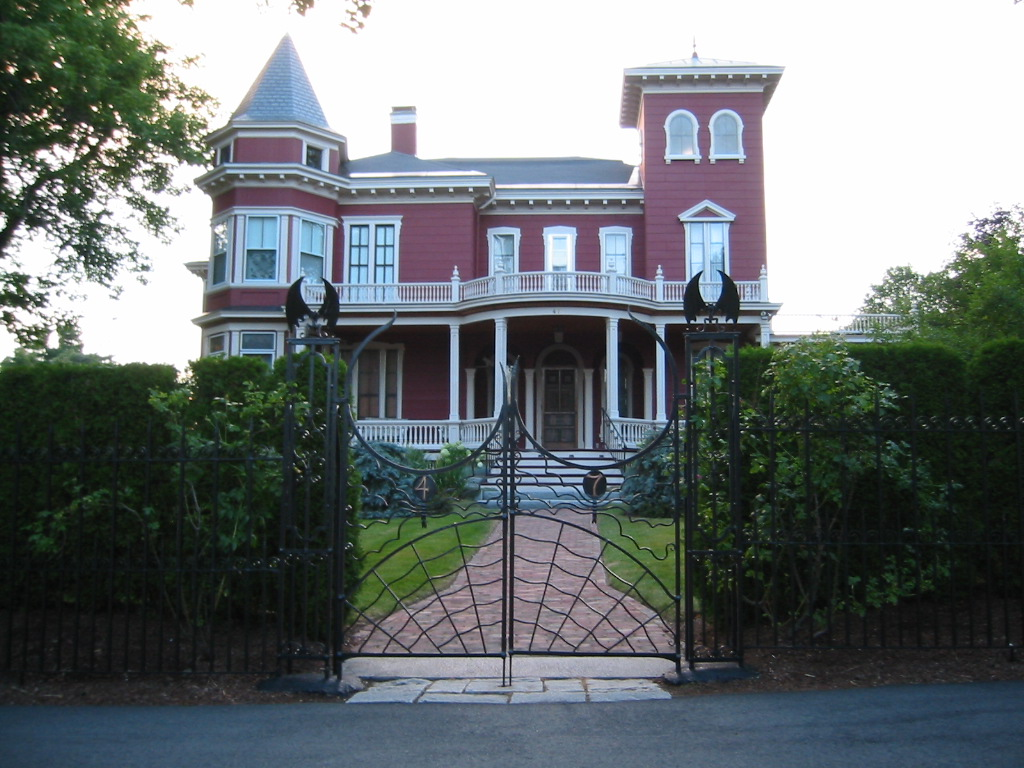
Dom Stephena Kinga w Bangor

W tym okresie, King rozpoczął wiele powieści. Pierwsza, Carrie, miała początkowo być zwykłym opowiadaniem, jednak przerodziła się w coś większego. Jest to opowieść o młodej dziewczynie obdarzonej paranormalnymi zdolnościami. King miał problemy z jej ukończeniem, zniechęcony wyrzucił ją raz do śmieci. Dopiero żona odratowała powstającą powieść i zachęciła męża do dalszej pracy. Po ukończeniu powieści King wysłał maszynopis do wydawnictwa Doubleday i zapomniał o niej. Przypomniał sobie, kiedy dostał ofertę wydania jej za 2,5 tys. USD. Krótko później, wartość Carrie wzrosła tak niesamowicie, że Stephen King sprzedał prawa do drugiego wydania swojej powieści za 400 tys. USD. Krótko po wznowieniu, jego matka umarła na raka.
W książce Jak pisać. Pamiętnik rzemieślnika King przyznaje, że w tym czasie był prawie ciągle pijany, a z alkoholizmem walczył ponad dziesięć lat. Dodaje ponadto, że był nietrzeźwy na pogrzebie swojej matki: „Uważam, że poszło mi całkiem nieźle, biorąc pod uwagę, jak bardzo byłem wtedy pijany”. Swój portret jako ojca alkoholika umieścił w jednej ze swoich powieści Lśnienie, do czego nie przyznawał się przez wiele lat, nawet przed sobą. Z nałogu pomogła mu wyjść rodzina i przyjaciele.
Stephen King w chwili obecnej mieszka wraz z żoną w Bangor, stan Maine. Oprócz tego ma rezydencję zimową nad Zatoką Meksykańską w Sarasocie, na Florydzie. Ich dzieci są już dorosłe i żyją osobno. Owen i Joseph są również pisarzami, a jedyna córka Kinga, Naomi, jest minister (duchowną) w Powszechnym Kościele Antytrynitariuszy w Plantation, w stanie Floryda.
Stephen King od wielu lat zajmuje czołowe miejsca w rankingach najbogatszych pisarzy. Jego majątek szacowany jest na około 500 mln dolarów, a niekiedy nawet 700 mln. Sam autor przyznał, że posiada majątek o wartości 500 mln.
.

### Baseball
Stephen King jest wielkim fanem baseballu, w szczególności drużyny Boston Red Sox. W 1999 roku King napisał powieść Pokochała Toma Gordona, w której zamieścił postać byłego miotacza zespołu Boston Red Sox – Toma Gordona.
King był trenerem drużyny syna Owena Bangor West Team i poprowadził ją do Mistrzostw Małej Ligi stanu Maine w roku 1989. To doświadczenie zaowocowało esejem Pałka niżej, które ukazało się najpierw w magazynie New Yorker, a później w zbiorze opowiadań Marzenia i koszmary. King uważa „Head Down” za jeden ze swoich najlepszych tekstów opartych na faktach. Z pomocą (oraz dotacjami) Stephena i Tabithy Kingów w 1992 roku otwarto w Bangor, w stanie Maine Mansfield Stadium, boisko dla Małej Ligi (które gości zarówno graczy ze szkoły średniej jak i Ligę Seniora).
W 2005 roku King zagrał w filmie Fever Pitch miotacza, który psuje zagranie na początku sezonu.

### Filantropia
Od kiedy King odniósł komercyjny sukces, przeznacza duże sumy pieniężne na różne cele filantropijne, głównie w stanie Maine.
Dotacje Kingów przyczyniły się do utrzymania drużyny pływackiej Uniwersytetu Maine w rozgrywkach. Różnego rodzaju dotacje dla lokalnych programów YMCA i YWCA pozwoliły tym organizacjom przeprowadzić najbardziej potrzebne renowacje i udoskonalenia, które w innym wypadku byłyby niemożliwe. Ponadto Stephen King przyznaje corocznie stypendia dla uczniów szkół średnich i college’u.
W 2022 r., podczas rosyjskiej inwazji na Ukrainę w ramach wojny rosyjsko-ukraińskiej, King wspierał Ukrainę, ogłaszając, że zawiesza współpracę z rosyjskim wydawnictwem.

### Wypadek samochodowy
W lecie 1999 King był w połowie powieści Jak pisać. Pamiętnik rzemieślnika. Do tego czasu miał już ukończoną główną część, jednak odłożył pisanie książki na prawie osiemnaście miesięcy, ponieważ nie wiedział, jak posunąć prace naprzód. King zaznacza, że jest to pierwsza książka, nad którą pracę przerwał od czasu, kiedy pisał Bastion. W końcu zdecydował ponowić pracę nad książką. 17 czerwca zrobił listę pytań, jakie ludzie mogliby mu zadawać odnośnie do pisania; 18 czerwca napisał kolejne cztery strony powieści.
19 czerwca około 16:30 spacerował chodnikiem ulicy 5 w Center Lovell, w Maine. Kierowca Bryan Smith zboczył z trasy przez swojego rottweilera i potrącił Kinga, który wylądował około 4 metry poza chodnikiem ulicy 5.
Zastępca szeryfa hrabstwa Oxford, Matt Baker zanotował, że świadkowie nie zauważyli, żeby kierowca jechał zbyt szybko lub brawurowo. Baker stwierdził również, że King został uderzony od tyłu, podczas gdy oficjalna strona Kinga podaje, że King był zwrócony twarzą do nadjeżdżającego pojazdu. Jednak bezsprzeczne jest, że Smith odwrócił się, by uspokoić psa, skręcił i nie obserwował drogi, kiedy potrącił Kinga.
Pisarza najpierw przetransportowano do Northern Cumberland Hospital w Bridgton, a potem poleciał śmigłowcem do Central Maine Hospital w Lewiston. Jego obrażenia – wielokrotne złamanie biodra, połamane żebra i uszkodzone płuco – unieruchomiły go w szpitalu na prawie trzy tygodnie, do 9 lipca.
Wcześniej tego roku King ukończył prawie całą powieść Buick 8, gdzie jeden z bohaterów ginie w wypadku samochodowym. Sam King uważa, że nie należy upatrywać w tym niesamowitych zbiegów okoliczności. Motyw wypadku samochodowego był już w innych powieściach, takich jak Misery, Martwa strefa, Bezsenność, Christine. Krótko po wypadku King napisał powieść Łowca snów, której główny bohater również został potrącony przez samochód.
Po pięciu operacjach w dziesięć dni i terapii King wznowił prace nad Jak pisać. Pamiętnik rzemieślnika w lipcu, chociaż wciąż bolało go biodro i mógł siedzieć tylko około 40 minut, zanim ból stawał się nie do zniesienia.
Prawnik Kinga i dwóch innych odkupiło od Smitha feralny samochód za 1,5 tys. USD, głównie po to, aby zapobiec jego pojawieniu się na aukcji internetowej. Samochód został później zniszczony na złomowisku, o czym wspomniał King podczas wywiadu. Powiedział również, że miał ochotę potraktować go młotem pneumatycznym. Smith, niepełnosprawny pracownik budowlany, przedawkował leki przeciwbólowe 21 września 2000 (dzień urodzin Kinga) i zmarł w wieku 43 lat.
King wprowadził motyw wypadku również do ostatniej powieści jego serii Mroczna Wieża, gdzie John Jake Chambers ratuje fikcyjną postać Kinga przed potrąceniem przez samochód. W powieści Roland Deschain hipnotyzuje Kinga i Bryana Smitha, aby zapomnieli o tym wydarzeniu.

### Najnowsze wydarzenia
W 2002 Stephen King ogłosił, że zamierza przestać pisać z powodu dokuczliwego bólu, który przeszkadza mu szczególnie podczas siedzenia, jednak do tej pory nie zaniechał pisania.
Od 2003 prowadzi własną kolumnę w magazynie Entertainment Weekly, zazwyczaj w co trzeci tydzień. Kolumna nazywa się „The Pop of King” i odnosi się bezpośrednio do tytułu Michaela Jacksona – „The King of Pop”.
W październiku 2005 King podpisał kontrakt z wydawnictwem Marvel Comics na wydanie 7-tomowego komiksu opartego na cyklu Mroczna Wieża, zatytułowanego The Gunslinger Born. Scenariusz do serii skupiającej się na przygodach młodego Rolanda Deschaina napisał Robin Furth, dialogi Peter David, a ilustracje wykonał Jae Lee. Pierwszy numer został opublikowany 7 lutego 2007 o północy w sklepie z komiksami na Times Square w Nowym Jorku. Sprzedano ponad 200 tysięcy egzemplarzy do marca 2007 roku.
W czerwcu 2006 Stephen King pojawił się w pierwszym odcinku internetowego talk-show Amazon Fishbowl, prowadzonym przez Billa Mahera. W tym roku wydał także powieść Komórka.
King wspiera małe wydawnictwa. Zielona mila i Colorado Kid zostały wydane przez dwa małe wydawnictwa. Obie książki zawierają autografy Kinga i ilustratora. Ponad połowa publikacji książek Kinga była wznowiona w limitowanych (podpisanych przez Kinga) edycjach.
14 lutego 2007 serwis internetowy Joblo.com zapowiedział, że trwają rozmowy między J.J. Abramsem (reżyser popularnego serialu Zagubieni) i Kingiem w sprawie adaptacji epickiej serii Mroczna Wieża.
W czerwcu 2007 King opublikował powieść Blaze, którą napisał we wczesnych latach 70. pod pseudonimem Richard Bachman.
Ręka mistrza, a także zbiór 13 opowiadań zatytułowanych Po zachodzie słońca, niektórych wcześniej niepublikowanych.
10 listopada 2009 opublikował powieść Pod kopułą, która jest jedną z jego najdłuższych książek (928 stron).
16 lutego 2010 King poinformował przez swoją stronę internetową, że jego następna książka będzie zbiorem czterech wcześniej niepublikowanych nowel, której angielski tytuł brzmi Full Dark, No Stars.
8 listopada 2011 odbyła się premiera powieści Dallas ’63 opowiadającej historię zabójstwa Johna F. Kennedy’ego.
Pisze także scenariusz wraz z Johnem Mellencampem zatytułowany Ghost Brothers of Darkland Country.

## Richard Bachman
W latach 70. i 80., po wielkim sukcesie jako pisarz horrorów, King opublikował kilka powieści – Rage (1977), Wielki marsz (The Long Walk) (1979), Ostatni bastion Barta Dawesa (Roadwork) (1981), Uciekinier (The Running Man) (1982) oraz Chudszy (Thinner) (1984) pod pseudonimem Richard Bachman. Po sukcesie powieści Carrie i Miasteczko Salem King postanowił wydać wcześniejsze powieści, ponieważ jednak wydanie czterech książek po sobie nie było korzystne, zdecydowano się użyć pseudonimu. Nawiązuje on z jednej strony do pseudonimu Donalda Westlake’a Richard Stark, z drugiej zaś do nazw lubianego przez Kinga zespołu Bachman-Turner Overdrive. Ponadto King chciał sprawdzić, czy uda mu się powtórzyć sukces, czy też jego sława jest tylko zbiegiem okoliczności. Ujawnienie faktu, że Bachman i King to ta sama osoba nastąpiło w 1985.
King zadedykował książkę Mroczna połowa (1989) swojemu pseudonimowi. W 1996 roku Stephen King wydał powieść Desperacja oraz pod pseudonimem, Regulatorzy. Te powieści są jakby swoim lustrzanym odbiciem – powtarzają się bohaterowie, częściowo pokrywa się akcja, zmieniają się jednak okoliczności i szczegóły. Ktoś niewtajemniczony mógłby odnieść wrażenie, że popełniono plagiat.
W 2006, podczas konferencji prasowej w Londynie, King oświadczył, że odnalazł inną powieść Bachmana zatytułowaną Blaze. Została wydana 12 czerwca 2007 roku w Wielkiej Brytanii i w USA. Maszynopis został odnaleziony na Uniwersytecie stanu Maine. King zmienił nieco treść książki z 1973 roku dostosowując ją do dzisiejszych realiów.

## Warsztat literacki
W książce Jak pisać. Pamiętnik rzemieślnika King dokonał analizy swojego warsztatu. King wierzy, że dobra książka nie może powstać całkowicie „świadomie”, ale nie może też być napisana „od ręki”. Według niego pisarz powinien się skupić na pojedynczym „nasieniu” i pozwolić, by powieść z niego wykiełkowała. King często zaczyna pisać książkę nie wiedząc jak ją skończy. Wspomina, że będąc w połowie pisania serii Mroczna Wieża, mając prawie 30-letnie doświadczenie pisarskie, otrzymał list od kobiety, która miała raka i prosiła, aby zdradził jej zakończenie serii, ponieważ prawdopodobnie nie doczeka publikacji ostatniego tomu. Wtedy dopiero zdał sobie sprawę, że nie wie, jak ten cykl się skończy. King wierzy w swój styl pisarski i twierdzi, że najlepsze rzeczy pisze, kiedy nie ma żadnego planu. W Jak pisać. Pamiętnik rzemieślnika King porównuje pisanie do pracy w wykopaliskach. Odnaleziona skamieniałość już jest uformowana, trzeba ją tylko „wydobyć”, oczyścić ze zbędnego osadu. Podobnie King „wydobywa” swoje powieści na światło dzienne.
King jest lubiany za swoją wnikliwość w szczegóły, kontynuacje introspekcji; wiele powieści, które z pozoru wydają się niezwiązane ze sobą, łączą drugoplanowi bohaterowie, fikcyjne miasta, albo odniesienia do wydarzeń z poprzednich książek.
Książki Kinga są zapełnione licznymi odniesieniami do amerykańskiego folkloru i kultury, z których wyciąga mroczne strony i wokół nich buduje powieści. Wielu jego bohaterów musi stoczyć walkę ze swoim strachem, ze swoimi słabościami. Częstymi tematami w jego twórczości są: zbrodnie, wojny (szczególnie wojna wietnamska), przemoc, zdolności paranormalne i rasizm.
Jest również lubiany za swój nieformalny język; często odwołuje się do „Stałych Czytelników” albo „przyjaciół z sąsiedztwa”, co uprzyjemnia lekturę.
Stephen King ma bardzo prosty przepis, jak zostać dobrym pisarzem: „Czytaj cztery godziny dziennie i pisz cztery godziny dziennie. Jeśli nie masz na to wystarczająco dużo czasu, to nie oczekuj, że będziesz dobrym pisarzem”.
King znalazł również definicję talentu pisarskiego: „Jeśli piszesz coś, za co ktoś daje ci czek, jeśli pomyślnie spieniężysz czek i płacisz tymi pieniędzmi rachunek za prąd, to można powiedzieć, że jesteś utalentowany”.
Krótko po wypadku samochodowym King napisał po raz pierwszy powieść ręcznie – Łowca snów, za pomocą pióra marki Waterman, które nazwał „najlepszą na świecie maszyną do pisania”.

## Twórczość

### Powieści
- 1974 – Carrie
- 1975 – Miasteczko Salem ('Salem’s Lot)
- 1977 – Lśnienie (The Shining) – w Polsce wydana także pod tytułem Jasność[17]
- 1978 – Bastion (The Stand)
- 1979 – Martwa strefa (The Dead Zone) – w Polsce wydana także pod tytułem „Strefa śmierci”
- 1980 – Podpalaczka (Firestarter)
- 1981 – Cujo
- 1982 – Mroczna Wieża I: Roland (The Dark Tower: The Gunslinger)
- 1983 – Christine
- 1983 – Rok wilkołaka (Cycle of the Werewolf)
- 1983 – Smętarz dla zwierzaków (Pet Sematary) – w Polsce wydana także pod tytułem Cmętarz zwieżąt
- 1984 – Talizman (The Talisman) – wspólnie z Peterem Straubem
- 1986 – To (It)
- 1987 – Mroczna Wieża II: Powołanie trójki (Drawing of the Three)
- 1987 – Oczy smoka (Eyes of the Dragon)
- 1987 – Stukostrachy (The Tommyknockers)
- 1987 – Misery
- 1989 – Mroczna połowa (The Dark Half)
- 1990 – Bastion (Wersja bez skrótów)
- 1991 – Mroczna Wieża III: Ziemie jałowe (The Waste Lands)
- 1991 – Sklepik z marzeniami (The Needful Things)
- 1992 – Gra Geralda (Gerald’s Game)
- 1993 – Dolores Claiborne
- 1994 – Bezsenność (Insomnia)
- 1995 – Rose Madder
- 1996 – Zielona mila (The Green Mile) – książka wydana została również w sześciu osobnych tomach.
- 1996 – Desperacja (Desperation)
- 1997 – Mroczna Wieża IV: Czarnoksiężnik i kryształ (Wizard & Glass)
- 1998 – Worek kości (Bag of Bones)
- 1999 – Pokochała Toma Gordona (The Girl who Loved Tom Gordon)
- 2001 – Łowca snów (Dreamcatcher)
- 2001 – Czarny Dom (Black House) – wspólnie z Peterem Straubem
- 2000–2001 – The Plant (Powieść wydana w internecie)
- 2002 – Buick 8 (From a Buick 8)
- 2003 – Mroczna Wieża I: Roland (wersja 2003) (The Dark Tower: The Gunslinger)
- 2003 – Mroczna Wieża V: Wilki z Calla (Wolves of the Calla)
- 2004 – Mroczna Wieża VI: Pieśń Susannah (The Song of Susannah)
- 2004 – Mroczna Wieża VII: Mroczna Wieża (The Dark Tower)
- 2005 – Colorado Kid (The Colorado Kid)
- 2005 – Miasteczko Salem (Nowa wersja)
- 2006 – Komórka (Cell)
- 2006 – Historia Lisey (Lisey’s Story)
- 2008 – Ręka mistrza (Duma Key)
- 2009 – Pod kopułą (Under The Dome)
- 2011 – Dallas ’63 (11/22/63)
- 2012 – Wiatr przez dziurkę od klucza (The Dark Tower: The Wind Through the Keyhole)
- 2013 – Joyland
- 2013 – Doktor Sen (Dr. Sleep)
- 2014 – Pan Mercedes (Mr. Mercedes) – pierwsza część cyklu o Billu Hodgesie
- 2014 – Przebudzenie (Revival)
- 2015 – Znalezione nie kradzione (Finders Keepers) – druga część cyklu o Billu Hodgesie
- 2016 – Koniec warty (End of Watch) – trzecia i ostatnia część cyklu o Billu Hodgesie
- 2017 – Pudełko z guzikami Gwendy (Gwendy’s Button Box) – wspólnie z Richardem Chizmarem[18]
- 2017 – Śpiące królewny – wspólnie z Owenem Kingiem[18]
- 2018 –  Outsider[19]
- 2018 – Uniesienie[20][21]
- 2019 – Instytut
- 2021 – Później (Later)[22][23]
- 2021 – Billy Summers
- 2022 – Ostatnia misja Gwendy – wspólnie z Richardem Chizmarem
- 2022 – Baśniowa opowieść
- 2023 – Holly
- 2025 – Nie wymiękaj

#### Powieści wydane pod pseudonimem Richard Bachman
- 1977 – Rage
- 1979 – Wielki marsz (The Long Walk)
- 1981 – Ostatni bastion Barta Dawesa (Roadwork)
- 1982 – Uciekinier (The Running Man)
- 1984 – Chudszy (Thinner)
- 1996 – Regulatorzy (Regulators)
- 2007 – Blaze (Blaze)

Pierwsze cztery pozycje zostały wydane w 1985 w zbiorze The Bachman Books.

### Zbiory nowel i opowiadań
- 1978 – Nocna zmiana (Night Shift)
- 1982 – Cztery pory roku (Different Seasons)
- 1985 – Szkieletowa załoga (Skeleton Crew)
- 1990 – Czwarta po północy (Four past Midnight)
- 1993 – Marzenia i koszmary (Nightmares and Dreamscapes)
- 1999 – Serca Atlantydów (Hearts in Atlantis)
- 2002 – Wszystko jest względne. 14 mrocznych opowieści (Everything’s Eventual: 14 Dark Tales)
- 2008 – Po zachodzie słońca (Just After Sunset)
- 2010 – Czarna bezgwiezdna noc (Full Dark, No Stars)
- 2015 – Bazar złych snów (The Bazaar of Bad Dreams)
- 2020 – Jest krew... (If It Bleeds)
- 2024 – Im mroczniej, tym lepiej (You Like It Darker)

#### Limitowane wydania opowiadań dostępne w USA
- 1963 – People, Places, and Things – volume 1 – wspólnie z Chrisem Chelseyem
- 1964 – The Star Invaders
- 1988 – My Pretty Pony
- 1989 – Dolan’s Cadillac
- 1995 – Umney’s Last Case
- 1997 – Six Stories

### Książki non-fiction
- 1980 – Danse Macabre
- 2000 – Jak pisać. Pamiętnik rzemieślnika (On Writing: a memoir of the craft)
- 2004 – Faithful: Two Diehard Boston Red Sox Fans Chronicle the Historic 2004 Season

### Komiksy

#### Mroczna Wieża
- 2007 – Mroczna Wieża: Narodziny rewolwerowca (The Dark Tower: Gunslinger Born)
- 2008 – Mroczna Wieża: Długa droga do domu (The Dark Tower: The Long Road Home)
- 2008–2009 – Mroczna Wieża: Zdrada (The Dark Tower: Treachery)
- 2009 – Mroczna Wieża: Upadek Gilead (The Dark Tower: The Fall of Gilead)
- 2009–2010 – Mroczna Wieża: Bitwa o Jericho Hills (The Dark Tower: The Battle of Jericho Hill)

#### Mroczna Wieża: Rewolwerowiec
- 2010 – Mroczna Wieża: Początek podróży (The Dark Tower: The Journey Begins)
- 2010–2011 – Mroczna Wieża: Siostrzyczki z Elurii (The Dark Tower: The Little Sisters of Eluria)
- 2011 – Mroczna Wieża: Bitwa o Tull (The Dark Tower: The Battle of Tull)
- 2011–2012 – The Dark Tower: The Way Station
- 2012 – The Dark Tower: The Man In Black
- 2013 – The Dark Tower: Sheemie's Tale
- 2013 – The Dark Tower: So Fell Lord Perth
- 2013 – The Dark Tower: Evil Ground

Trzy powyższe zostały zebrane i opublikowane w 2013 w zbiorczym albumie Last Shots.

#### Bastion
- 2008–2009 – The Stand: Captain Tripps
- 2009 – The Stand: American Nightmares
- 2009–2010 – The Stand: Soul Survivors
- 2010 – The Stand: Hardcases
- 2011 – The Stand: No Man’s Land
- 2011 – The Stand: The Night Has Come

#### Inne
- 1982 – Opowieści makabryczne (Creepshow)
- 2009 – N.
- 2009 – Talizman (The Talisman)
- 2010 – Amerykański wampir (American Vampire)

### Scenariusze filmowe
- 1982 – Koszmarne opowieści (Creepshow)
- 1987 – Creepshow 2 – Opowieści z dreszczykiem (Creepshow 2, zarys scenariusza)
- 1991 – Złote lata (Golden Years, wspólnie z Josefem Andersonem)
- 1992 – Lunatycy (Sleepwalkers)
- 1997 – Michael Jackson’s Ghosts (zarys scenariusza wspólnie z Michaelem Jacksonem)[24]
- 1997 – Z Archiwum X (The X-Files, odcinek Chinga)
- 1999 – Sztorm stulecia (Storm of the Century)
- 2002 – Czerwona Róża (Rose Red)
- 2003 – Z dziennika Ellen Rimbauer: Czerwona Róża (The Diary of Ellen Rimbauer, postacie)
- 2004 – Szpital „Królestwo” (Kingdom Hospital)

## Ekranizacje
Oto lista filmów powstałych na podstawie twórczości Stephena Kinga (włączając powieści pisane jako Richard Bachman):

### Lata 70.
- 1976 – Carrie (na podst. powieści pod tym samym tytułem)
- 1979 – Miasteczko Salem (film telewizyjny na podst. powieście pod tym samym tytułem)

### Lata 80.
- 1980 – Lśnienie (na podst. powieści pod tym samym tytułem)
- 1982 – Koszmarne opowieści (segmenty The Lonesome Death of Jordy Verrill oraz The Crate na podst. opowiadań Weeds i The Crate)
- 1982 – The Boogeyman (krótkometrażowy film na podst. opowiadania Czarny Lud ze zbioru Nocna zmiana)
- 1983 – Cujo (na podst. powieści pod tym samym tytułem)
- 1983 – Martwa strefa (na podst. powieści pod tym samym tytułem)
- 1983 – Christine (na podst. powieści pod tym samym tytułem)
- 1983 – Disciples of the Crow (krótkometrażowy film na podstawie opowiadania Dzieci kukurydzy)
- 1983 – The Woman in the Room (krótkometrażowy film)
- 1984 – Dzieci kukurydzy (na podst. opowiadania pod tym samym tytułem)
- 1984 – Podpalaczka (na podst. powieści pod tym samym tytułem)
- 1985 – Oko kota (segmenty Quitters, Inc. oraz The Ledge na podst. opowiadań pod tymi samymi tytułami ze zbioru Nocna zmiana)
- 1985 – Srebrna kula (na podst. powieści Rok wilkołaka)
- 1985 – Word Processor of the Gods (odcinek serialu Opowieści z ciemnej strony na podst. opowiadania pod tym samym tytułem ze zbioru Szkieletowa załoga)
- 1986 – Gramma (odcinek serialu Strefa mroku na podst. opowiadania pod tym samym tytułem ze zbioru Szkieletowa załoga)
- 1986 – Maksymalne przyspieszenie (Maximum Overdrive) (na podst. opowiadania Ciężarówki ze zbioru Nocna zmiana; reżyserem King)
- 1986 – Stań przy mnie (na podst. noweli Ciało ze zbioru Cztery pory roku)
- 1987 – Creepshow 2 – Opowieści z dreszczykiem (segment The Raft na podst. opowiadania pod tym samym tytułem)
- 1987 – Uciekinier (The Running Man) (luźna adaptacja powieści pod tym samym tytułem)
- 1987 – The Last Rung on the Ladder (krótki film na podst. opowiadania pod tym samym tytułem ze zbioru Nocna zmiana)
- 1987 – Sorry, Right Number (odcinek serialu Opowieści z ciemnej strony na podst. opowiadania pod tym samym tytułem ze zbioru Marzenia i koszmary)
- 1989 – Smętarz dla zwierzaków (na podst. powieści pod tym samym tytułem)

### Lata 90.
- 1990 – Opowieści z ciemnej strony (segment The Cat From Hell na podst. opowiadania pod tym samym tytułem)
- 1990 – Cmentarna szychta (na podst. opowiadania pod tym samym tytułem ze zbioru Nocna zmiana)
- 1990 – To (film telewizyjny, na podst. powieści pod tym samym tytułem)
- 1990 – Misery (na podst. powieści pod tym samym tytułem)
- 1990 – The Moving Finger (odcinek serialu Monsters oparty na opowiadaniu pod tym samym tytułem ze zbioru Marzenia i koszmary)
- 1991 – Oni czasami wracają (film na podst. opowiadania pod tym samym tytułem ze zbioru Nocna zmiana)
- 1992 – Kosiarz umysłów (luźno oparty na opowiadaniu pod tym samym tytułem)
- 1993 – Mroczna połowa (na podst. powieści pod tym samym tytułem)
- 1993 – Sprzedawca śmierci (na podst. powieści Sklepiku z marzeniami; wydany również w trzygodzinnej wersji reżyserskiej)
- 1993 – Stukostrachy (miniserial na podst. powieści pod tym samym tytułem)
- 1994 – Skazani na Shawshank (na podstawie noweli pod tym samym tytułem ze zbioru Cztery pory roku)
- 1994 – Bastion (serial telewizyjny)
- 1995 – Langoliery (miniserial na podst. opowiadania pod tym samym tytułem ze zbioru Czwarta po północy)
- 1995 – Maglownica (film na podstawie opowiadania Magiel ze zbioru Nocna zmiana)
- 1995 – Dolores Claiborne (na podst. powieści pod tym samym tytułem)
- 1995 – The Revelations of Becka Paulson (odcinek serialu telewizyjnego The Outer Limits oparty na opowiadaniu pod tym samym tytułem)
- 1996 – Przeklęty (na podstawie powieści Chudszy)
- 1997 – Lśnienie (miniserial na podst. powieści pod tym samym tytułem)
- 1997 – Nocne zło (na podst. opowiadania Nocny latawiec z antologii Prime Evil)
- 1997 – Autostrada strachu (część Chattery Teeth oparta na opowiadaniu pod tym samym tytułem ze zbioru Marzenia i koszmary)
- 1997 – Trucks (telewizyjny remake filmu Maksymalne przyspieszenie)
- 1998 – Uczeń szatana (na podst. noweli Zdolny uczeń ze zbioru Cztery pory roku)
- 1999 – Zielona mila (na podst. powieści pod tym samym tytułem)
- 1999 – Llamadas (na podst. sztuki scenicznej Przepraszam, to nie pomyłka)

### Po roku 2000
- 2000 – Paranoja (na podst. wiersza pod tym samym tytułem)
- 2001 – Kraina wiecznego szczęścia (na podst. noweli Mali ludzie w żółtych płaszczach ze zbioru Serca Atlantydów)
- 2001 – Strawberry Spring (krótkometrażowy film na podst. opowiadania ze zbioru Nocna zmiana)
- 2002 – Martwa strefa (serial telewizyjny)
- 2002 – Night Surf (krótkometrażowy film na podst. opowiadania pod tym samym tytułem ze zbioru Nocna zmiana)
- 2002 – Rainy Season (krótkometrażowy film na podst. opowiadania pod tym samym tytułem ze zbioru Marzenia i koszmary)
- 2002 – Carrie (film telewizyjny, na podst. powieści pod tym samym tytułem)
- 2003 – Łowca snów (na podst. powieści pod tym samym tytułem)
- 2003 – Autopsy Room Four (na podst. opowiadania pod tym samym tytułem ze zbioru Six Stories)
- 2003 – Here There Be Tygers (krótkometrażowy film na podstawie opowiadania pod tym samym tytułem ze zbioru Szkieletowa załoga)
- 2003 – The Man in the Black Suit (na podst. powieści pod tym samym tytułem)
- 2004 – Sekretne okno (na podstawie noweli Tajemnicze okno, tajemniczy ogród ze zbioru Czwarta po północy)
- 2004 – Miasteczko Salem (remake telewizyjny)
- 2004 – Luckey Quarter (na podst. opowiadania pod tym samym tytułem ze zbioru Wszystko jest względne)
- 2004 – The Secret Transit Codes of America’s Highways (krótkometrażowy film na podst. opowiadania Wywiozą ci wszystko co kochasz)
- 2004 – All That You Love Will Be Carried Away (krótkometrażowy film na podst. opowiadania Wywiozą ci wszystko co kochasz)
- 2004 – Jazda na kuli (film na podstawie opowiadania pod tym samym tytułem ze zbioru Wszystko jest względne)
- 2006 – Desperacja (na podst. powieści pod tym samym tytułem)
- 2006 – Marzenia i koszmary (serial telewizyjny na podst. opowiadań ze zbiorów Marzenia i koszmary, Wszystko jest względne oraz Nocna zmiana)
- 2007 – 1408 (na podstawie opowiadania pod tym samym tytułem ze zbioru Wszystko jest względne)
- 2007 – Mgła (na podstawie noweli pod tym samym tytułem ze zbioru Szkieletowa załoga)
- 2008 – N. (serial komiksowy, dostępny na telefony komórkowe, na podstawie opowiadania pod tym samym tytułem ze zbioru Po zachodzie słońca)
- 2009 – Cadillac Dolana (na podst. opowiadania pod tym samym tytułem)
- 2009 – Dzieci kukurydzy (na podst. opowiadania pod tym samym tytułem)
- 2010 – Haven (serial telewizyjny luźno oparty na powieści Colorado Kid)
- 2011 – Worek kości (miniserial, na podst. powieści pod tym samym tytułem)
- 2012 – Talizman (serial telewizyjny, na podst. powieści pod tym samym tytułem)
- 2013–2015 – Pod kopułą (serial telewizyjny, na podst. powieści pod tym samym tytułem)
- 2013 – Carrie (na podst. powieści pod tym samym tytułem)
- 2014 – Dobre małżeństwo (na podst. noweli Dobrane małżeństwo ze zbioru Czarna bezgwiezdna noc)
- 2014 – Mercy (na podst. opowiadania Babcia ze zbioru Szkieletowa załoga)
- 2014 – Wielki kierowca (na podst. noweli pod tym samym tytułem ze zbioru Czarna bezgwiezdna noc)
- 2016 – 11.22.63 (serial telewizyjny oparty na powieści Dallas ’63)
- 2016 – Komórka (na podst. powieści pod tym samym tytułem)
- 2017 – Mgła (serial telewizyjny na podstawie noweli pod tym samym tytułem ze zbioru Szkieletowa załoga)
- 2017 – Mr. Mercedes (na podst. powieści Pan Mercedes)
- 2017 – Mroczna Wieża (na podst. cyklu powieści pod tym samym tytułem)
- 2017 – To (na podst. pierwszej części powieści pod tym samym tytułem)
- 2017 – Gra Geralda (na podst. powieści pod tym samym tytułem)
- 2017 – 1922 (na podst. noweli pod tym samym tytułem ze zbioru Czarna bezgwiezdna noc)
- 2018 – Castle Rock (serial luźno oparty na opowiadaniu Skazani na Shawshank oraz powieściach Miasteczko Salem i Misery)
- 2019 – Smętarz dla zwierzaków (na podst. powieści pod tym samym tytułem)
- 2019 – To: Rozdział 2 (na podst. drugiej części powieści To)
- 2019 – W wysokiej trawie (na podst. powieści pod tym samym tytułem)
- 2019 – Doktor Sen (na podst. powieści pod tym samym tytułem)
- 2020 – Outsider (serial na podst. powieści pod tym samym tytułem)
- 2020 – Bastion (serial na podst. powieści pod tym samym tytułem)
- 2021 – Historia Lisey (serial na podst. powieści pod tym samym tytułem)
- 2021 – Chapelwaite (serial luźno oparty na opowiadaniu Dola Jerusalem)
- 2022 – Telefon pana Harrigana (na podst. opowiadania pod tym samym tytułem)
- 2022 – Podpalaczka (na podst. powieści pod tym samym tytułem)
- 2023 – Boogeyman (na podst. opowiadania pod tym tytułem Czarny lud)
- 2023 – Miasteczko Salem (na podst. powieści pod tym samym tytułem)